# Mahōka Kōkō no Rettōsei
Mahōka Kōkō no Rettōsei (jap. 魔法科高校の劣等生, dt. „Der schlechte Schüler der Magie-Oberschule“), mit dem englischen Untertitel The irregular at magic high school, ist eine Romanreihe von Tsutomu Satō, die als Webroman startete und dann als Light Novel mit Illustrationen von Kana Ishida bei ASCII Media Works verlegt wurde.
Das Werk wurde als mehrere Manga-Serien adaptiert sowie als Anime-Fernsehserie, die ab April 2014 auch in einer deutsch untertitelten Fassung veröffentlicht wurde. 2015 erhielt die Anime-Serie eine deutsche Synchronfassung. Im Jahr 2017 erschien mit The Irregular at Magic High School – The Girl who Summons the Stars – The Movie ein Film.
Eine zweite Staffel sollte ab Juli 2020 ausgestrahlt werden, wurde aber aufgrund der COVID-19-Pandemie auf Oktober 2020 verschoben.
Der Name der Staffel lautet:The Irregular at Magic High School: Visitor Arc.

## Handlung
Die Handlung spielt in einer Welt, in der es gelungen ist, Magie wissenschaftlich zu beschreiben und daher technisch nutzbar zu machen. Entsprechend begabte Menschen können mittels eines Casting Assistant Device (CAD) genannten Gerätes dieses per Gedanken mit Psionen – spirituellen Partikeln – aufladen, wodurch dieses die intendierte Beschwörungssequenz aktiviert, die wiederum das Eidos, d. h. die Informationen bzw. Eigenschaften des betroffenen Objekts ändert. Zeitpunkt der Handlung ist das Jahr 2095, 35 Jahre nach einem 20 Jahre währenden Dritten Weltkrieg, der durch diese modernen Magie entschieden wurde.
In Japan wurde daher die 1. Magieoberschule gegründet, mit dem Zweck magiebegabte Jugendliche auszubilden. Jedes Jahr werden 200 Schüler in zwei gleich großen Gruppen zugelassen, wobei in die erste Gruppe (auch Bloom, „Blüten“, genannt) diejenigen kommen, die eine tatsächliche Ausbildung genießen, und die zweite Gruppe (auch Weed, „Unkraut“, genannt) nur als Reserve dient, um Todesfälle in der ersten Gruppe auszugleichen.
Männlicher Protagonist ist Tatsuya Shiba (司波 達也, Shiba Tatsuya), der ein Genie bezüglich Magie vor allem theoretischer Art ist, jedoch aufgrund schwacher praktischer Leistungen im Aufnahmetest der zweiten Gruppe zugeteilt wurde – daher auch als rettōsei, „Schüler mit schwachen Leistungen“, bezeichnet wird. Tatsächlich liegt sein Talent einerseits in der Analyse und andererseits in irregulärer Magie, mit der er die Magie anderer unterbinden kann. Seine jüngere Schwester Miyuki (司波 深雪, Shiba Miyuki) ist die weibliche Protagonistin und gilt wiederum als begabteste Magierin und Musterschülerin.

## Veröffentlichung
Tsutomu Satō begann mit dem Schreiben von Mahōka Kōkō no Rettōsei im Oktober 2008 auf der Website Shōsetsuka ni narō (小説家になろう, „Werde Romanautor“), auf der Nutzer Webromane veröffentlichen können. Das Werk war eines der erfolgreichsten auf dieser Plattform und erreichte etwa 50 Millionen Seitenabrufe. Daher wurde ihm vom Verlag ASCII Media Works angeboten, seinen Roman professionell zu verlegen, ähnlich wie zuvor bei Reki Kawahara mit Sword Art Online.
Die Bücher werden seit dem 10. Juli 2011 bei ASCII Media Works bzw. nach dessen Eingliederung in die Konzernmutter bei Kadokawas Imprint Dengeki Bunko veröffentlicht. Die Illustrationen werden von Kana Ishida beigesteuert. Laut Ankündigung wird die Reihe am 10. September 2020 mit dem 32. Band beendet. Zwei Fortsetzungen wurden angekündigt: Zoku・Mahōka Kōkō no Rettōsei Magian Company (Fortsetzung・The Irregular at Magic High School Magische Firma), wird die Geschichte um Tatsuya und den anderen Charakteren nach der Oberschule erzählen. Die Veröffentlichung soll im Herbst 2020 beginnen. Shin・Mahōka Kōkō no Rettōsei Cygnus no Otome-tachi (Neu・The Irregular at Magic High School Die Jungfrauen von Cygnus) soll die beiden Oberschülerinnen Arisa und Marika während ihrer Zeit an der Oberschule begleiten. Die Veröffentlichung soll im Winter 2021 beginnen. Eine Vorgeschichte dazu gibt es auf Tsutomu Satōs Webseite, diese wird seit dem 10. Juli 2020 veröffentlicht.
Bisher (Stand: September 2020) erschienen 32 Bände:
| Band | Titel                                                                         | Titel                     | Veröffentlichung Japan | Veröffentlichung Japan | Veröffentlichung Deutschland | Veröffentlichung Deutschland |
| Band | Japanisch                                                                     | Deutsch                   | Datum                  | ISBN                   | Datum                        | ISBN                         |
| ---- | ----------------------------------------------------------------------------- | ------------------------- | ---------------------- | ---------------------- | ---------------------------- | ---------------------------- |
| 1    | Nyūgaku-hen (jō) 魔法科高校の劣等生(1) 入学編〈上〉                           | Schuleintritt (1)         | 10. Juli 2011          | ISBN 978-4-04-870597-4 | -                            | -                            |
| 2    | Nyūgaku-hen (ge) 魔法科高校の劣等生(2) 入学編〈下〉                           | Schuleintritt (2)         | 10. August 2011        | ISBN 978-4-04-870598-1 | -                            | -                            |
| 3    | Kyūkōsen-hen (jō) 魔法科高校の劣等生(3) 九校戦編〈上〉                        | Neun-Schulen-Krieg (1)    | 10. November 2011      | ISBN 978-4-04-870998-9 | -                            | -                            |
| 4    | Kyūkōsen-hen (ge) 魔法科高校の劣等生(4) 九校戦編〈下〉                        | Neun-Schulen-Krieg (2)    | 10. Dezember 2011      | ISBN 978-4-04-870999-6 | -                            | -                            |
| 5    | Natsuyasumi-hen 魔法科高校の劣等生(5) 夏休み編                                | Sommerferien              | 10. April 2012         | ISBN 978-4-04-886522-7 | -                            | -                            |
| 6    | Yokohama Sōran-hen (jō) 魔法科高校の劣等生(6) 横浜騒乱編〈上〉                | Yokohama-Aufstand (1)     | 10. Juli 2012          | ISBN 978-4-04-886700-9 | -                            | -                            |
| 7    | Yokohama Sōran-hen 魔法科高校の劣等生(7) 横浜騒乱編〈下〉                     | Yokohama-Aufstand (2)     | 10. September 2012     | ISBN 978-4-04-886701-6 | -                            | -                            |
| 8    | Tsuioku-hen 魔法科高校の劣等生(8) 追憶編                                      | Erinnerungen              | 10. Dezember 2012      | ISBN 978-4-04-891158-0 | -                            | -                            |
| 9    | Raihōsha-hen (jō) 魔法科高校の劣等生(9) 来訪者編〈上〉                        | Besucher (1)              | 10. März 2013          | ISBN 978-4-04-891423-9 | -                            | -                            |
| 10   | Raihōsha-hen (chū) 魔法科高校の劣等生(10) 来訪者編〈中〉                      | Besucher (2)              | 7. Juni 2013           | ISBN 978-4-04-891609-7 | -                            | -                            |
| 11   | Raihōsha-hen (ge) 魔法科高校の劣等生(11) 来訪者編〈下〉                       | Besucher (3)              | 10. August 2013        | ISBN 978-4-04-891610-3 | -                            | -                            |
| 12   | Double Seven-hen 魔法科高校の劣等生(12) ダブルセブン編                        | Doppelsieben              | 10. Oktober 2013       | ISBN 978-4-04-866003-7 | -                            | -                            |
| 13   | Steeplechase-hen 魔法科高校の劣等生(13) スティープルチェース編                | Hürdenlauf                | 10. April 2014         | ISBN 978-4-04-866507-0 | -                            | -                            |
| 14   | Koto Nairan-hen (jō) 魔法科高校の劣等生(14) 古都内乱編〈上〉                  | Alte Stadt: Aufstand (1)  | 10. September 2014     | ISBN 978-4-04-866860-6 | -                            | -                            |
| 15   | Koto Nairan-hen (ge) 魔法科高校の劣等生(15) 古都内乱編〈下〉                  | Alte Stadt: Aufstand (2)  | 10. Januar 2015        | ISBN 978-4-04-869167-3 | -                            | -                            |
| 16   | Yotsuba Keishō-hen 魔法科高校の劣等生(16) 四葉継承編                          | Yotsuba-Nachfolge         | 9. Mai 2015            | ISBN 978-4-04-865116-5 | -                            | -                            |
| 17   | Shizoku Kaigi-hen (jō) 魔法科高校の劣等生(17) 師族会議編〈上〉                | Meisterklan-Konferenz (1) | 8. August 2015         | ISBN 978-4-04-865313-8 | -                            | -                            |
| 18   | Shizoku Kaigi-hen (chū) 魔法科高校の劣等生(18) 師族会議編〈中〉               | Meisterklan-Konferenz (2) | 10. November 2015      | ISBN 978-4-04-865512-5 | -                            | -                            |
| 19   | Shizoku Kaigi-hen (ge) 魔法科高校の劣等生(19) 師族会議編〈下〉                | Meisterklan-Konferenz (3) | 10. März 2016          | ISBN 978-4-04-865809-6 | -                            | -                            |
| 20   | Nankai Sōjō-hen 魔法科高校の劣等生 (20) 南海騒擾編                            | Südliche See Aufruhr      | 10. September 2016     | ISBN 978-4-04-892318-7 | -                            | -                            |
| 21   | Dōran no Joshō-hen <jō> 魔法科高校の劣等生（21） 動乱の序章編〈上〉           | Vorspiel zur Unruhe (1)   | 10. Februar 2017       | ISBN 978-4-04-892669-0 | -                            | -                            |
| 22   | Dōran no Joshō-hen <ge> 魔法科高校の劣等生（22） 動乱の序章編〈下〉           | Vorspiel zur Unruhe (2)   | 9. Juni 2017           | ISBN 978-4-04-892949-3 | -                            | -                            |
| 23   | Koritsu-hen 魔法科高校の劣等生（23） 孤立編                                   | Isolation                 | 10. August 2017        | ISBN 978-4-04-893281-3 | -                            | -                            |
| 24   | Esukēpu-hen <jō> 魔法科高校の劣等生（24） エスケープ編〈上〉                  | Flucht (1)                | 10. März 2018          | ISBN 978-4-04-893686-6 | -                            | -                            |
| 25   | Esukēpu-hen <ge> 魔法科高校の劣等生（25） エスケープ編〈下〉                  | Flucht (2)                | 10. April 2018         | ISBN 978-4-04-893792-4 | -                            | -                            |
| 26   | Inbējon-hen 魔法科高校の劣等生（26） インベージョン編                         | Invasion                  | 10. August 2018        | ISBN 978-4-04-893970-6 | -                            | -                            |
| 27   | Kyūten-hen 魔法科高校の劣等生（27） 急転編                                    | Plötzliche Veränderung    | 10. November 2018      | ISBN 978-4-04-912163-6 | -                            | -                            |
| 28   | Tsuiseki-hen <jō> 魔法科高校の劣等生（28） 追跡編〈上〉                       | Verfolgung (1)            | 10. April 2019         | ISBN 978-4-04-912560-3 | -                            | -                            |
| 29   | Tsuiseki-hen <ge> 魔法科高校の劣等生（29） 追跡編〈下〉                       | Verfolgung (2)            | 8. Juni 2019           | ISBN 978-4-04-912571-9 | -                            | -                            |
| 30   | Dakkan-hen 魔法科高校の劣等生（30） 奪還編                                    | Rettung                   | 10. September 2019     | ISBN 978-4-04-912738-6 | -                            | -                            |
| 31   | Mirai-hen 魔法科高校の劣等生 (31) 未来編                                      | Zukunft                   | 10. April 2020         | ISBN 978-4-04-913067-6 | -                            | -                            |
| 32   | Sakurifaisu-hen/Sotsugyō-hen 魔法科高校の劣等生 (32) サクリファイス編／卒業編 | Opfer / Abschluss         | 10. September 2020     | ISBN 978-4-04-913253-3 | -                            | -                            |

Vom November 2011 bis November 2012 wurden 700.000 Exemplare verkauft, wodurch sie Platz 4 der meistverkauften Light-Novel-Reihen des Jahres erreichte. Bis November 2013 folgten 950.000 weitere, wodurch sie im Folgejahr Platz 3 erreichte.
In den USA wurde die Reihe von Yen Press lizenziert und erscheint als The Irregular at Magic High School seit dem 19. April 2016.

## Adaptionen

### Manga
Basierend auf der Romanreihe entstanden sechs Manga-Serien.
Die erste, Mahōka Kōkō no Rettōsei, erschien beim Verlag Square Enix und wurde von Tsuna Kitaumi gezeichnet, wobei Fumino Hayashi den Romantext in das Mangaformat umstrukturierte. Dieser adaptiert den ersten Handlungszyklus Nyūmon-hen des Romans. Dieser erschien im Manga-Magazin Monthly G Fantasy von Ausgabe 1/2012 (17. Dezember 2011) bis 10/2013 (18. September 2013). Die Kapitel wurden auch in vier Sammelbänden (Tankōbon) zusammengefasst:
1. 10. September 2012, ISBN 978-4-7575-3722-4
2. 26. Januar 2013, ISBN 978-4-7575-3869-6
3. 27. Juli 2013, ISBN 978-4-7575-4019-4
4. 27. Dezember 2013, ISBN 978-4-7575-4191-7

Im Anschluss an diese erscheinen in der Monthly G Fantasy seit Ausgabe 11/2013 (18. Oktober 2013) die Serien Mahōka Kōkō no Rettōsei: Kyūkōsen-hen (魔法科高校の劣等生 九校戦編) von Tsuna Kitaumi/Fumino Hayashi und Mahōka Kōkō no Rettōsei: Yokohama Sōran-sen (魔法科高校の劣等生 横浜騒乱編) von Gin Amō mit jeweils bisher (Stand: April 2015) drei Bänden:
| Kyūkōsen-hen: 1. 10. April 2014, ISBN 978-4-7575-4272-3 2. 10. September 2014, ISBN 978-4-7575-4408-6 3. 27. März 2015, ISBN 978-4-7575-4597-7 | Yokohama Sōran-sen: 1. 10. April 2014, ISBN 978-4-7575-4273-0 2. 10. September 2014, ISBN 978-4-7575-4409-3 3. 10. Januar 2015, ISBN 978-4-7575-4532-8 |

Der folgende Handlungszyklus wird durch den Manga Mahōka Kōkō no Rettōsei: Tsuioku-hen (魔法科高校の劣等生 追憶編) von Kazuki Igawa abgedeckt. Dieser erscheint in Kadokawas Magazin Dengeki Daioh seit Ausgabe 4/2014 (27. Februar 2014).
Im gleichen Magazin erschien ab Ausgabe 6/2012 vom 27. April 2012 bis Ausgabe 7/2020 vom 27. Juni 2020 das Spin-off Mahōka Kōkō no Yūtōsei (魔法科高校の優等生), das die Handlung aus Sicht der Figur der Miyuki Shiba darstellt. Der Manga wird von Yū Morita gezeichnet. Die Kapitel wurden in bisher elf Sammelbänden zusammengefasst, die Reihe ist abgeschlossen:
1. 27. Oktober 2012, ISBN 978-4-04-891103-0 bzw. eine Neuausgabe vom 7. Juni 2013, ISBN 978-4-04-891781-0
2. 10. Juli 2013, ISBN 978-4-04-891782-7
3. 8. Februar 2014, ISBN 978-4-04-866303-8
4. 27. September 2013, ISBN 978-4-04-866916-0
5. 10. März 2015, ISBN 978-4-04-869309-7
6. 9. Dezember 2015, ISBN 978-4-04-865706-8
7. 9. August 2016, ISBN 978-4-04-892176-3
8. 9. Juni 2017, ISBN 978-4-04-892909-7
9. 9. April 2018, ISBN 978-4-04-893646-0
10. 27. März 2019, ISBN 978-4-04-912417-0
11. 10. September 2020, ISBN 978-4-04-913429-2

Dieser Manga wurde in den USA von Yen Press lizenziert und erscheint unter dem Titel The Honor Student at Magic High School seit dem 17. November 2015.
Als letztes gesellte sich der Yonkoma-Manga Mahōka Kōkō no Rettōsei: Yonkoma-hen (魔法科高校の劣等生 よんこま編) im Magazin Comic Dengeki Daiō “g”  Vol. 8 (26. April 2014) hinzu, der von tamago gezeichnet wird und komödiantisch das Alltagsleben der Figuren darstellt. Von diesem erschien am 10. März 2015 der erste Band ISBN 978-4-04-869308-0.

### Anime
Das Animationsstudio Madhouse adaptierte den Roman als Anime-Fernsehserie. Regie führte Manabu Ono, während Kana Ishida das Character Design für den Anime anpasste, ergänzt von Maho Yoshikawa für die Nebenfiguren. Die erste Folge wurde am 6. April 2014 kurz nach Mitternacht (und damit am vorigen Fernsehtag) auf Tokyo MX, Tochigi TV und Gunma TV erstausgestrahlt, gefolgt mit bis zu einer Woche Verzögerung zudem von MBS, TV Saitama, Chiba TV, TV Kanagawa, TV Aichi, TVQ Kyūshū, TV Hokkaidō und AT-X.
In den USA wurde der Anime vor seiner Ausstrahlung von Aniplex USA lizenziert, die diesen über Crunchyroll als Simulcast zur japanischen Ausstrahlung mit deutschen, englischen, portugiesischen und spanischen Untertiteln in Nord- und Südamerika, im Mittleren Osten, Afrika und Europa (ausgenommen das Vereinigte Königreich, Frankreich und Belgien) streamen – im deutschsprachigen Raum und Italien jedoch nur bis drei Wochen nach Erstausstrahlung. Mittlerweile hat auch Netflix The Irregular at Magic High School in ihr Programm aufgenommen und zeigt den Anime dort mit deutscher Synchronisation und OmU.
Im März 2016 wurde in Band 19 die Produktion eines Animefilms bekanntgegeben.
Im Oktober 2019 wurde eine zweite Staffel der Anime-Serie angekündigt. Sie sollte ab Juli 2020 im japanischen Fernsehen ausgestrahlt werden. Aufgrund der COVID-19-Pandemie wurde die Ausstrahlung der zweiten Staffel auf Oktober 2020 verschoben.

#### Synchronsprecher
| Rolle            | japanischer Sprecher (Seiyū) | deutscher Sprecher    |
| ---------------- | ---------------------------- | --------------------- |
| Tatsuya Shiba    | Yūichi Nakamura              | Christian Stark       |
| Miyuki Shiba     | Saori Hayami                 | Mia Diekow            |
| Erika Chiba      | Yumi Uchiyama                | Nadine Schreier       |
| Mizuki Shibata   | Satomi Satō                  | Merete Brettschneider |
| Leonhart Saijō   | Takuma Terashima             | Jesse Grimm           |
| Mayumi Saegusa   | Kana Hanazawa                | Josephine Schmidt     |
| Katsuto Jūmonji  | Jun’ichi Suwabe              | Tobias Schmidt        |
| Mari Watanabe    | Marina Inoue                 | Celine Fontanges      |
| Suzune Ichihara  | Mai Nakahara                 | Julia Casper          |
| Azusa Nakajō     | Saki Ogasawara               | Manuela Bäcker        |
| Honoka Mitsui    | Sora Amamiya                 | Julia Fölster         |
| Shizuku Kitayama | Yuiko Tatsumi                | Jenny Maria Meyer     |
| Takeaki Kirihara | Tomokazu Sugita              | Henning Nöhren        |
| Sayaka Mibu      | Haruka Tomatsu               | Jennifer Böttcher     |
| Shun Morisaki    | Takashi Ōhara                | Marios Gavrilis       |
| Haruka Ono       | Sakura Tange                 | Kristina von Weltzien |
| Yakumo Kokonoe   | Ryōtarō Okiayu               | Christian Rudolf      |

- Deutsche Fassung: DMT Digital Media Technologie GmbH
- Dialogbuch und Regie: Detlef Klein[15]

#### Musik
Die Musik zur Serie stammt von Taku Iwasaki. Als Vorspanntitel wird Rising Hope verwendet, der von Tomoya Tabuchi komponiert und mit LiSA getextet wurde, die das Stück auch sang. Im Abspann kam Milenario (ミレナリオ, Mirenario) zum Einsatz, das von Shihori komponiert, von zopp getextet und von Elisa interpretiert wurde.